# Chasing the Sun
«Chasing the Sun» (англ. В гонитві за сонцем) — перший сингл п'ятого студійного альбому американської поп-співачки Гіларі Дафф — «Breathe In. Breathe Out.». В США сингл вийшов 29 липня 2014. Пісня написана Колбі Кейллат, Джейсоном Рівзом та Тобі Гедом; спродюсована Тобі Гедом. Сингл посів 79 місце американського чарту Billboard Hot 100 та 59 місце канадського чарту Canadian Hot 100.
Це перший сингл Дафф, який вона випустила після розриву контракту із Hollywood Records в 2008. При виборі для першого сингла четвертого альбому, Дафф коливався між піснями «Tattoo», «All About You» та «Chasing the Sun»; лейбл та Дафф казали, що остаточне рішення припало на пісню «Chasing the Sun» через її "безтурботність та легкість у підхоплені слів для виконання під караокі". Пісня використовується американською неприбутковою організацією March of Dimes при оголошені громадського обслуговування.

## Список пісень
| Стандартний сингл | Стандартний сингл | Стандартний сингл                     | Стандартний сингл |
| #                 | Назва             | Автор                                 | Тривалість        |
| ----------------- | ----------------- | ------------------------------------- | ----------------- |
| 1.                | «Chasing the Sun» | Колбі Кейллат, Джейсон Рівз, Тобі Гед | 2:42              |
| 2:42              |                   |                                       |                   |

## Чарти
| Чарт (2014)              | Місце |
| ------------------------ | ----- |
| Australian Singles Chart | 72    |
| Canadian Hot 100         | 59    |
| French Singles Chart     | 197   |
| Spanish Singles Chart    | 46    |
| US Billboard Hot 100     | 79    |

## Історія релізів
| Країна    | Дата           | Формат               | Лейбл |
| --------- | -------------- | -------------------- | ----- |
| Австрія   | 29 липня 2014  | Цифрове завантаження | Sony  |
| Бельгія   | 29 липня 2014  | Цифрове завантаження | Sony  |
| Франція   | 29 липня 2014  | Цифрове завантаження | Sony  |
| Німеччина | 29 липня 2014  | Цифрове завантаження | Sony  |
| Італія    | 29 липня 2014  | Цифрове завантаження | Sony  |
| Іспанія   | 29 липня 2014  | Цифрове завантаження | Sony  |
| Швейцарія | 29 липня 2014  | Цифрове завантаження | Sony  |
| США       | 29 липня 2014  | Цифрове завантаження | RCA   |
| Італія    | 30 липня 2014  | Mainstream radio     | Sony  |
| Японія    | 27 серпня 2014 | Цифрове завантаження | Sony  |
| Британія  | 22 червня 2015 | Цифрове завантаження | RCA   |